# Соблазнитель 2
«Соблазнитель 2» (нем. Kokowääh 2, от фр. Coq au vin — Петух в вине) — немецкая комедия режиссёра Тиля Швайгера 2012 года. Является продолжением фильма «Соблазнитель»

## Сюжет
Генри — в прошлом известный ловелас. Однако пришло время забыть о прежних привычках и стать прилежным семьянином. Дети, бывший муж Катарины, Тристан со своей привлекательной подружкой, молодая няня, истеричный директор студии — все они превращают жизнь Генри в череду смешных, порой неловких ситуаций. Как найти время на всех и в то же время побороть инстинкты, ведь вокруг столько соблазнов…

## В ролях
- Тиль Швайгер — Генри
- Эмма Швайгер — Магдалена
- Маттиас Швайгхёфер — Маттиас
- Жасмин Джерат — Катарина
- Самуэль Финци — Тристан